# Nes (Amsterdam)

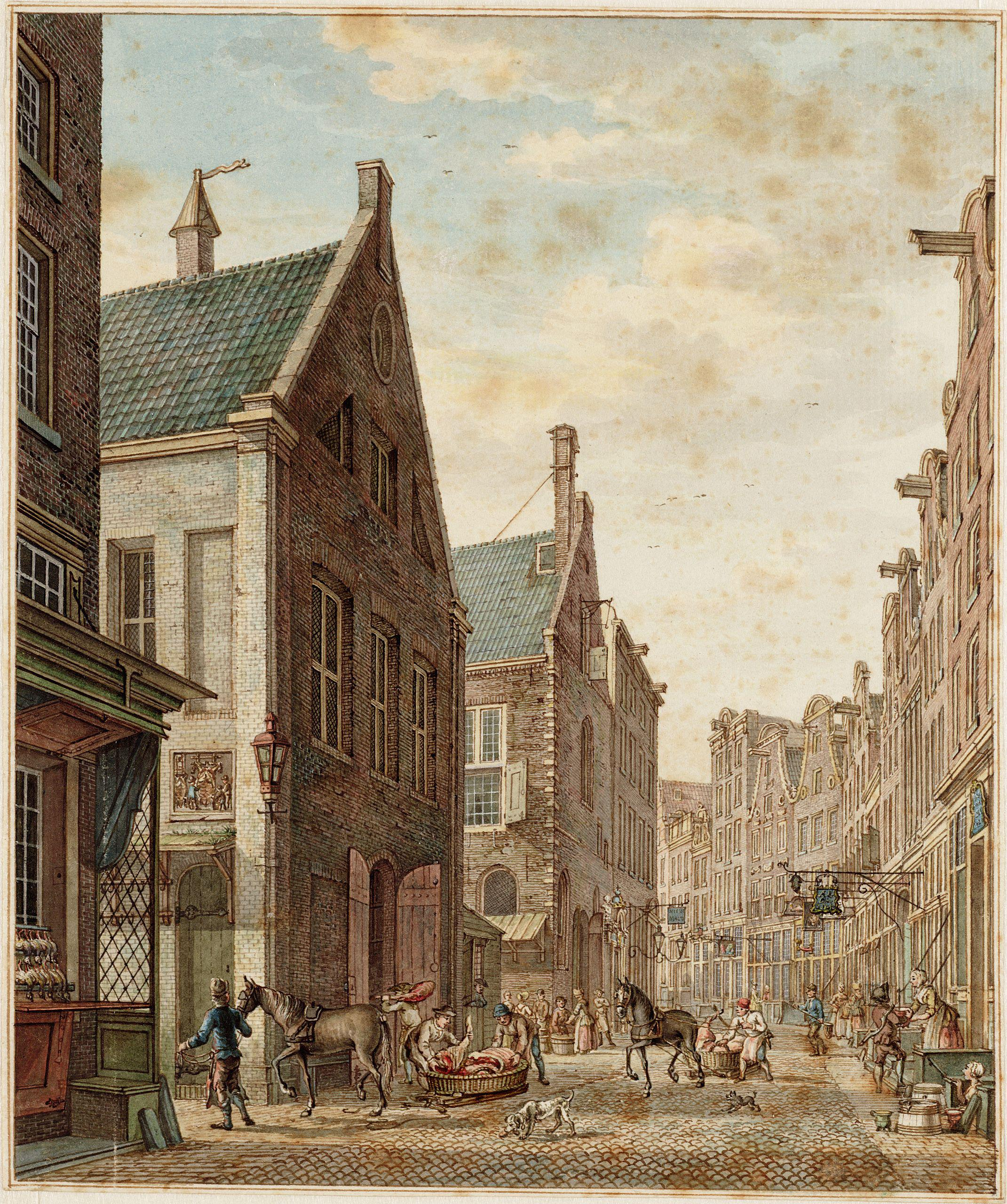
De Nes in Amsterdam op een prent uit 1741.

Nes is een smalle Amsterdamse straat, evenwijdig aan het Rokin, tussen de Dam en de Grimburgwal in de Amsterdamse binnenstad
De naam duidt aan dat hier in vroegere tijden een 'nes' lag, dat is een landtong, een smal stuk land dat uitsteekt in een binnenwater (hier de Amstel) en soms de vorm heeft van een tong: een smalle strook land die zich aan het uiteinde iets verbreedt. Ten oosten van de Amstel lag tot in de veertiende eeuw moerassig land. Tot in de zeventiende eeuw noemde men het noordelijk deel Gansoord. De Nes vormde de oostelijke oever van de Amstel, terwijl de Kalverstraat hier de westelijke oever vormde.
Vanaf 1342 werd het zuidelijk gedeelte van de Nes bij de stad gevoegd. Vanwege de goedkope grond werden hier zes kloosters gevestigd: het Cellebroedersklooster, het Sint Mariaklooster, het Sint Margarethaklooster, het Sint Maria Magdalenaklooster, het Sint Barbaraklooster en het Sint Claraconvent.
 Vijf hiervan lagen in het laatste stukje van de Nes. 
In de volksmond werd dit stukje straat dan ook wel Gebed zonder End genoemd. Tegenwoordig is er nog een zijsteeg met de naam Gebed zonder End. Na de Alteratie van 1578 kregen de kloostercomplexen andere functies. Zo stichtte het Sint-Pietersgilde van Vleeshouwers en Visverkopers hier   het Sint Pietersgasthuis, later Binnengasthuis op de plaats van het Oude en Nieuwe Nonnenklooster. De Sint-Pieterskapel werd in 1582 uitgebouwd tot Sint-Pietershal Grote Vleeshal ter vervanging van die in de Waagsteeg. In 1587 werd ook de kapel van het Margarethaklooster erbij getrokken: de Kleine Vleeshal. In 1779 werd het complex gedeeltelijk vervangen door nieuwbouw van de stadsbouwmeester Abraham van der Hart. 
Ten huize van de koopman Dirck van Os werd in 1602 de Verenigde Oost-Indische Compagnie opgericht. Het kantoor van de VOC bleef daar nog jarenlang zitten. 

Al in de vroege 17e eeuw was het toenmalige Gansoord een uitgaanscentrum. In die jaren zat op de hoek van de Pieter Jacobszstraat de herberg van Elisabeth Bas, waar ook Frederik Hendrik ging logeren als hij in Amsterdam moest zijn. Naast bordelen vond men hier in de 19e eeuw café chantants, het Salon des Variétés, Tivoli en artiestencafés. Later werd het een centrum voor de tabakshandel. Tot in de jaren dertig van de twintigste eeuw was op nummer 17 een van de vroegste homocafe's gevestigd: The Empire.
Sinds de jaren zestig zijn er weer theaters in de Nes gevestigd, waaronder theater/produktiehuis Frascati, Theater De Engelenbak, het Vlaams Cultureel centrum, De Brakke Grond, TOBACCO Theater en het 'Comedy Theater in de Nes'.